# Загар

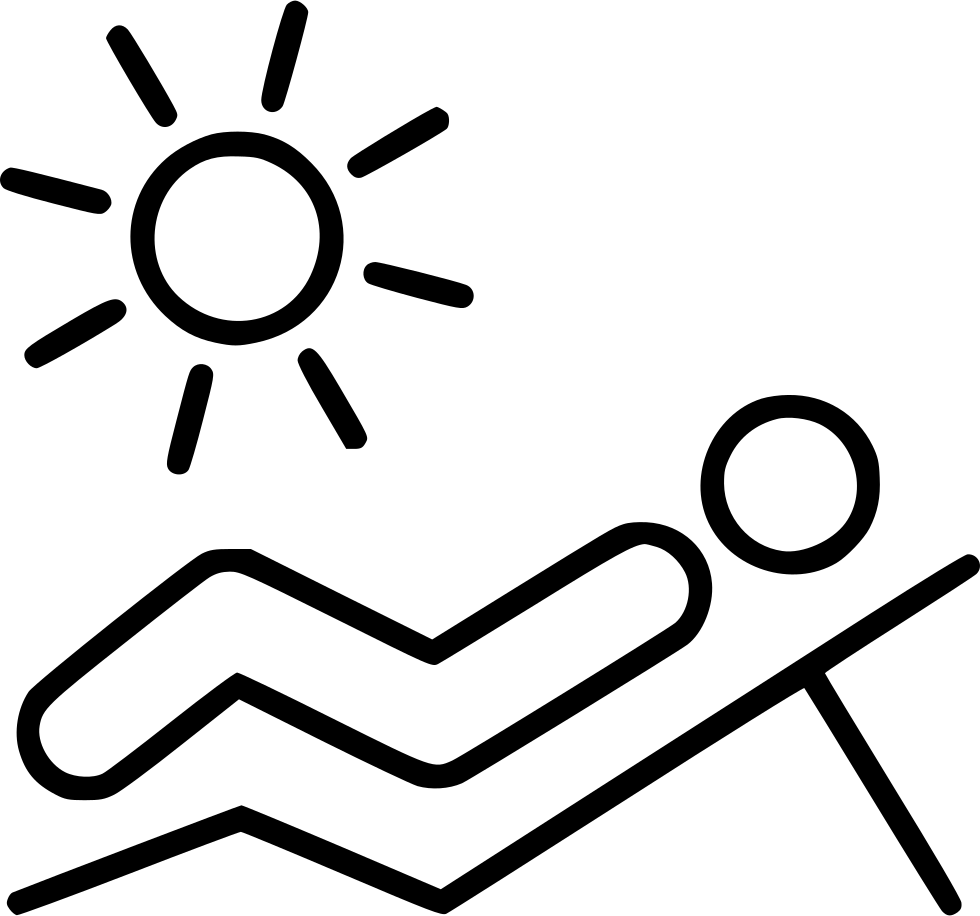
Процесс получения загара

Зага́р — изменение цвета кожи (потемнение кожи) под воздействием ультрафиолетовых лучей вследствие образования и накопления в нижних слоях кожи специфического пигмента — меланина.
Загар развивается постепенно после повторных облучений умеренной интенсивности. Длительное пребывание на солнце приводит к солнечным ожогам. Также оно вредно отражается на состоянии здоровья (нервной, сердечно-сосудистой и др. системах), а при неоднократных солнечных ожогах повышается риск образования меланомы.

## История
Ещё в древности было подмечено, что тёмный оттенок кожи визуально огрубляет внешность. Потому загар считался символом мужественности. В искусстве Древней Азии, на помпейских фресках и картинах европейских художников мужчины, как правило, изображались загорелыми, а женщины — светлокожими.
В Древней Греции загорелым полагалось быть спортсмену и воину, тогда как женщина, хранительница домашнего очага, должна была тщательно прятаться от солнца. И загар стал неотъемлемой принадлежностью совершенного мужского тела, символизируя результат усердных занятий на свежем воздухе.
До XX века аристократия старалась избегать загара, так как загар был уделом постоянно работающих в поле крестьян.
В Соединённых Штатах и Западной Европе до 1920-х годов загорелая кожа была связана с низшими классами, потому что они работали на открытом воздухе и подвергались воздействию солнца. Женщины старались сохранить бледную кожу как признак своей «изысканности».
Женские стили одежды были специально разработаны для защиты от воздействия солнца, с полноразмерными рукавами и крупными шляпами, головными платочками и зонтиками, защищающими голову. Чтобы искусственно отбелить тон кожи, использовали даже свинцовую косметикукоторая в отсутствие строгого контроля часто вызывала отравление свинцом. Светлый вид кожи также достигался другими способами, включая использование мышьяка для отбеливания кожи и осветляющих порошков. Мода на светлую кожу продолжалось до конца викторианской эпохи.
В 1903 году Нильс Финзен был удостоен Нобелевской премии по медицине за свою «световую терапию Финсена». Терапия была лекарством от таких заболеваний, как волчанка и рахит. Было обнаружено, что дефицит витамина D является причиной рахита, и воздействие солнца позволит получать человеку витамин D. Поэтому воздействие солнца было средством для лечения нескольких заболеваний, особенно рахита.
В 1920-х годах модный дизайнер Коко Шанель случайно загорела во время посещения Французской Ривьеры. Когда она приехала домой с загаром, её поклонникам, по-видимому, понравился её внешний вид, и они решили начать загорать. Загорелая кожа стала тенденцией отчасти из-за статуса Коко. Кроме того, парижане влюбились в Жозефину Бейкер — певицу, чья кожа имела карамельный оттенок, и обожествляли её тёмную кожу. Эти две женщины были ведущими фигурами трансформации, которым подвергалась загорелая кожа, после чего она стала восприниматься как модная и здоровая.
Незадолго до 1930-х годов солнечная терапия стала популярным лекарством от почти любой болезни: от простой усталости до туберкулёза. В 1940-х годах в женских журналах начали появляться рекламные объявления, которые способствовали загару. В то же время количество используемого в купальниках материала стало уменьшаться, а в 1946 году бикини радикально изменил стиль купальника.
В 1978 году появился солнцезащитный крем с рейтингом SPF 15.
В Китае более тёмная кожа по-прежнему считается атрибутом низшего класса. В 2012 году в некоторых частях Китая лыжные маски стали популярными предметами для ношения на пляже, чтобы защитить лицо от воздействия солнца.

## Загар и здоровье

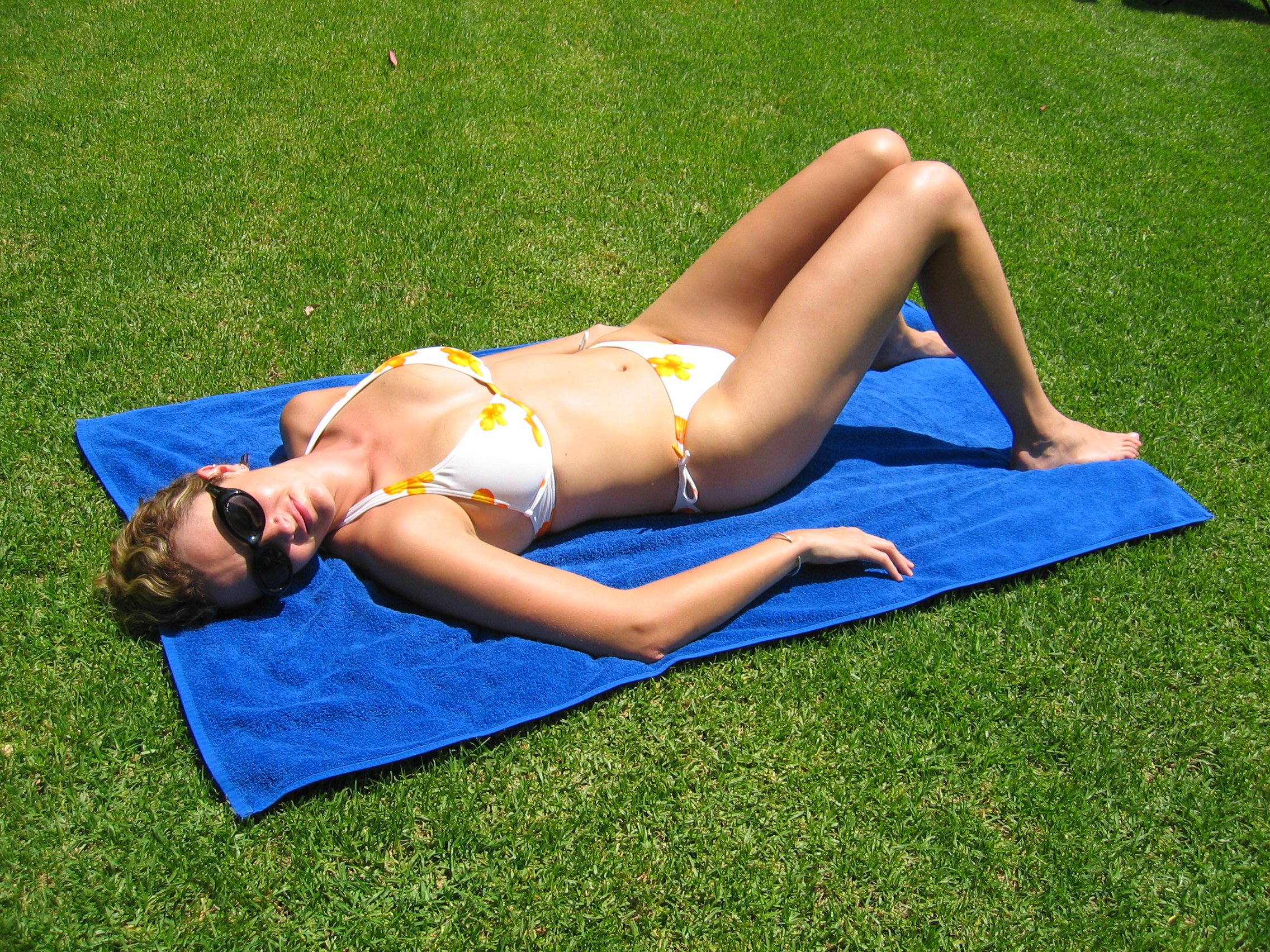
Несмотря на риск, многие загорают без меры, считая, что загар придаёт коже здоровье и привлекательность

Степень и быстрота появления загара являются показателями здоровья и связаны с генетическими особенностями человека. Потеря шерстяного покрова у древних людей была компенсирована выработкой меланина как защиты от чрезмерного ультрафиолета. Одновременно ультрафиолет стал необходим для получения организмом витамина D. Нечто похожее наблюдается у рептилий. Длительное проживание предков северных народов в средних и высоких широтах, в условиях меньшей освещённости, чем в Африке, привело к снижению количества меланина в коже и к повышению потребности в витамине D, необходимом для нормального формирования костей.
Чувствительность к ультрафиолету у разных людей различна. Брюнеты со смуглой кожей быстрее загорают, чем блондины и рыжеволосые с более тонкой и нежной кожей, у которых нередки при воздействии ультрафиолетовых лучей солнечные ожоги. Людям с белой кожей загорать не рекомендуется.
Положительная оценка тёмного загара связана с началом XX века, когда было установлено, что в коже под влиянием солнечного света образуется противорахитический фактор — витамин D. Но уже к 1980-м годам стало очевидно, что чрезмерный загар и особенно ожог провоцирует ускоренное старение кожи, а при взаимодействии с другими факторами (наследственность, тип кожи, режим питания, образ жизни, экологическая обстановка) выступает фактором риска такого заболевания, как меланома.
Сегодня известно, что чрезмерная инсоляция снижает фертильность у женщин, а у мужчин может вызвать кратковременное бесплодие (на несколько дней). Чрезмерное увлечение загаром — танорексия — рассматривается как психологическая зависимость.
Чрезмерное пребывание под солнцем провоцирует быстрое испарение влаги из клеток не только верхних, но и глубоких слоёв кожи, что нарушает липидный баланс эпидермиса. В результате упругость кожи снижается, что провоцирует появление морщин.
Смазывание кожи жирными растительными маслами (ореховым, персиковым и др.) для быстрого получения загара предохраняет её от высушивания и до некоторой степени от ожогов.
В то же время некоторые компоненты эфирных масел (бергамота, апельсина и др. цитрусовых), сока борщевика, петрушки и др. растений провоцируют ожог кожи, обладая фототоксичностью.

## Действие ультрафиолетовых лучей
Первой фазой загара является лёгкая физиологическая эритема. Затем кожа постепенно темнеет, «приобретая загар».
При избыточной дозе вместо загара образуется солнечный ожог. При солнечном ожоге бывает ложное чувство холода.

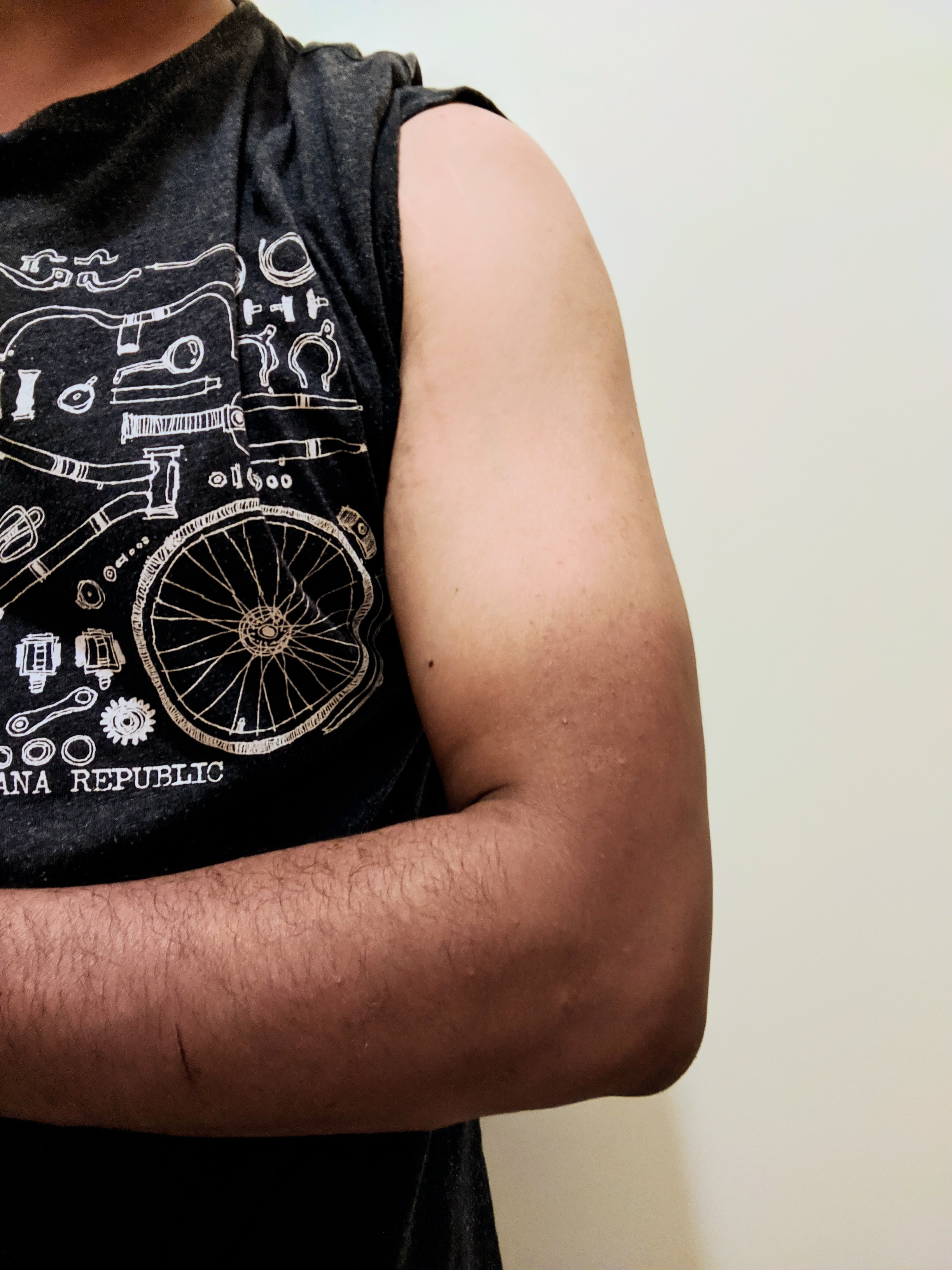
Загорелые и незагорелые участки на руке

Под действием УФ-лучей активизируется образование витамина D, необходимого организму для всасывания кальция и фосфора, «отвечающих» за укрепление мышц и костей и за заживление ран. По исследованиям ВОЗ, для поддержания необходимого уровня витамина D в организме достаточно подставлять солнцу руки и лицо 2—3 раза в неделю по 5—15 минут в течение летних месяцев.
УФ-лучи активизируют большинство процессов, происходящих в организме — дыхание, обмен веществ, кровообращение и деятельность эндокринной системы.
Однако чрезмерное УФ-облучение может ослабить иммунную систему и повысить риск инфекционных заболеваний.
УФ-лучи успешно используются при лечении различных кожных заболеваний, таких как экзема, псориаз, угревая сыпь. Использование в лечебных целях не устраняет негативных побочных эффектов УФ-излучения, однако происходит под медицинским контролем, что позволяет минимизировать вред по сравнению с полезным эффектом.
УФ-лучи влияют на настроение, душевное равновесие и помогают в борьбе со стрессами.
Широко распространено ошибочное мнение, что приобретённый ранее загар (естественным или искусственным путём) хорошо защищает кожу от солнечных ожогов во время отпуска, проводимого на солнце. На самом деле загар, приобретённый с помощью оборудования, предоставляет лишь ограниченную защиту кожи от ожогов солнечными УФ-лучами. Было подсчитано, что такой загар обладает всего лишь таким же защитным эффектом, что и солнцезащитное средство с фактором солнечной защиты (SPF) 2-3.

### ДиапазонUVB
- обеспечивает начало образования меланина в коже — загара;
- способствует старению кожи (но в меньшей степени, чем UVA);
- почти полностью блокируется большинством защитных веществ в кремах;
- предполагается, что провоцирует развитие родинок и некоторых типов раков кожи (не включая меланомы);
- стимулирует образование витамина D, который способствует уменьшению негативного воздействия и, как ни парадоксально, уменьшению развития рака кожи и других видов рака;
- с большей вероятностью, чем UVA-излучение, вызывает ожог кожи в результате переоблучения, однако в средних дозах может быть благотворным.

### ДиапазонUVC— «дальний ультрафиолет»
- более опасен в отношении стимуляции рака кожи, нежели UVB, и способствует образованию меланомы — самого опасного типа злокачественной опухоли кожи;
- не блокируется многими защитными веществами — «солнечными фильтрами» (sunscreens), основная защита — одежда;
- способствует высвобождению уже существующего меланина из меланоцитов;
- заставляет меланин реагировать с кислородом (окисляться), что и создаёт цвет загара;
- на протяжении дня и времён года представлен более равномерно, чем UVB.

## Защита от ультрафиолета
Ультрафиолет повреждающе действует на кожу, а также на сетчатку глаз.

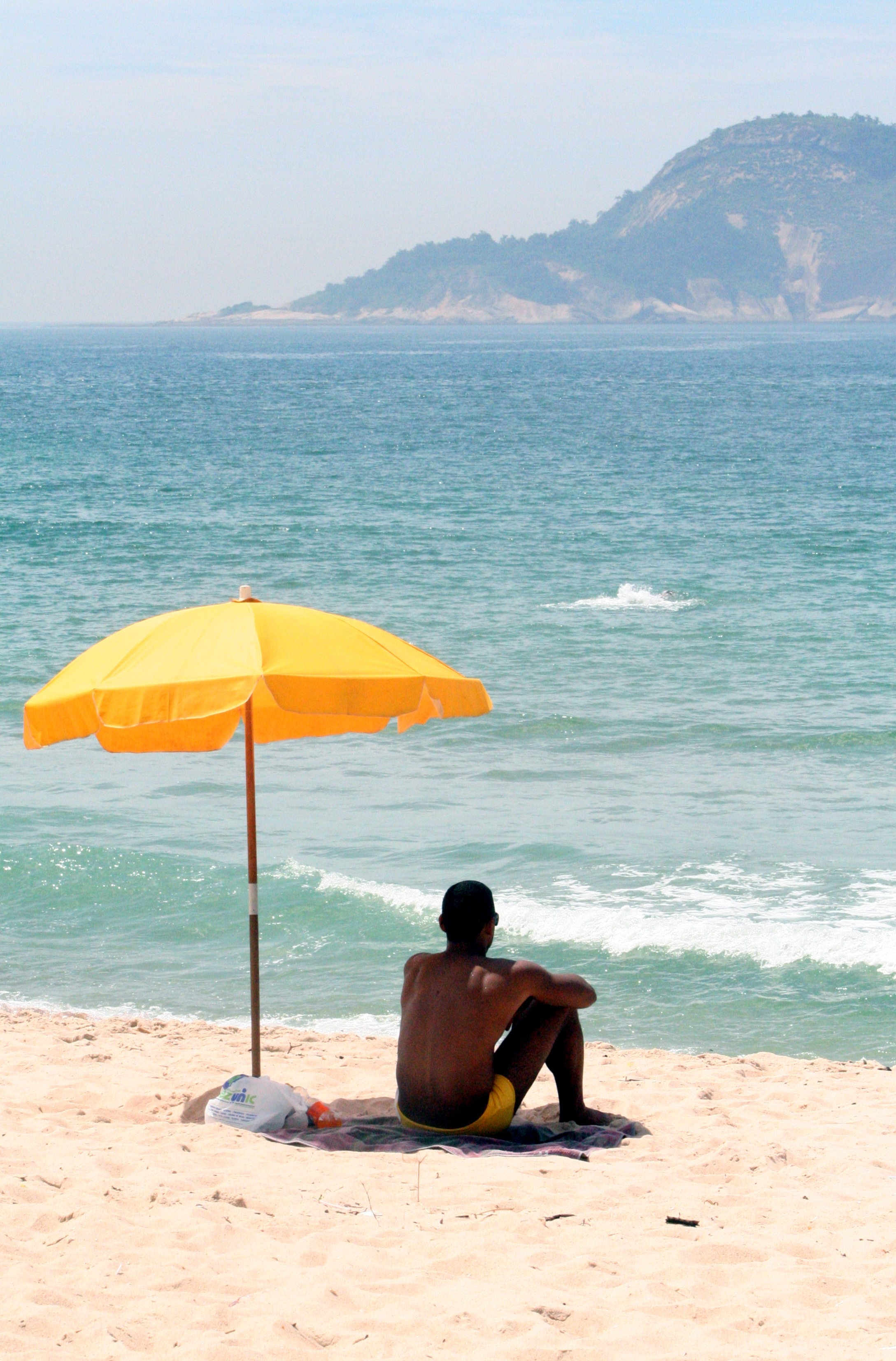
Защита от прямых солнечных лучей с помощью зонтика

Для защиты используются прежде всего навесы, козырьки, шляпы, а также просторная светлая одежда, не пропускающая УФ-лучи.
Солнцезащитные средства
Использование таких кремов основано на действии двух типов фильтров, вводимых в их состав: неорганических (диоксид титана, диоксид цинка и др.) и различных органических веществ.
Общая эффективность таких кремов оценивается числом SPF (Sun Protection Factor). SPF показывает, во сколько раз можно увеличить длительность пребывания на солнце благодаря защитному крему. Наиболее популярны такие виды солнцезащитных средств, как кремы, флюиды, эмульсии и косметические карандаши.
Кремы для/от загара
Кремы для загара бывают разной степени защиты: от 2-4 SPF до 100 SPF. Средства с SPF выше 50 на практике равносильны одежде — они полностью препятствуют появлению загара. Крем следует наносить примерно каждые 3 часа пребывания на солнце. Они не только защищают кожу от ультрафиолетовых лучей и стимулируют выработку меланина, но и смягчают её.
Выбирать солнцезащитный крем следует не с максимальным, а с оптимальным SPF, ориентируясь при этом на:
1. уже имеющийся загар,
2. свой фототип (существует шесть типов кожи, которые по-разному откликаются на солнечный загар, к фототипу также имеют отношение цвет волос и цвет глаз). Чем светлее кожа, тем более высокий уровень SPF необходим для её защиты.
3. текущий индекс солнечной активности (хотя, как правило, это не критично, если только не происходит нечто чрезвычайное на Солнце).
4. местопребывание (снег, водоёмы сильно увеличивают действие ультрафиолета за счёт его отражения).

Существуют данные, говорящие о том, что солнцезащитные кремы с высоким индексом SPF могут привести к отдалённым неблагоприятным последствиям для здоровья из-за высокого содержания химических веществ. Известно, что химические фильтры могут также вызывать аллергические реакции, а физические фильтры могут спровоцировать обострение угревой болезни.

## Искусственный загар
Существуют альтернативные способы получения загара: окрашивающие вещества на основе дигидроксиацетона и бронзаторы.
Многие продукты для загара доступны в виде затемняющих кремов, гелей, лосьонов и спреев, которые накладываются на кожу самостоятельно. Существует также моментальный загар или «солярий», предлагаемый курортами, салонами и загородными домами.